# Префектура Сімане
Префекту́ра Сіма́не (яп. 島根県, しまねけん, МФА: [ɕimane keɴ]?) — префектура в Японії, в регіоні Тюґоку, Темногір'я
.  Розташована в західній частині острова Хонсю, на узбережжі Японського моря. Адміністративний центр префектури — Мацуе. Межує з префектурами Хіросіма, Ямаґуті та Тотторі. Заснована 1871 року на основі провінцій Ідзумо та Івамі. Площа становить 6707,95 км². Станом на 1 серпня 2011 року в префектурі мешкало 711 863 осіб. Густота населення складала 106 осіб/км². Основою економіки є сільське господарство й рибальство. 

## Релігія
- Святилище Ідзумо